# Tsunogaipagurus
Tsunogaipagurus is een geslacht van kreeftachtigen uit de klasse van de Malacostraca (hogere kreeftachtigen).

## Soort
- Tsunogaipagurus chuni (Balss, 1911)